# Olympische Sommerspiele 1952/Teilnehmer (Frankreich)
| Gelbes Symbol für Goldmedaillen mit stilisierten Olympischen Ringen | Graues Symbol für Silbermedaillen mit stilisierten Olympischen Ringen | Braundes Symbol für Bronzemedaillen mit stilisierten Olympischen Ringen |
| ------------------------------------------------------------------- | --------------------------------------------------------------------- | ----------------------------------------------------------------------- |
| 6                                                                   | 6                                                                     | 6                                                                       |

Frankreich nahm an den Olympischen Sommerspielen 1952 in Helsinki mit einer Delegation von 245 Athleten (214 Männer und 31 Frauen) an 131 Wettkämpfen in 18 Sportarten teil. Mit jeweils sechs Gold-, Silber- und Bronzemedaillen belegte Frankreich den 7. Platz im Medaillenspiegel. Fahnenträger bei der Eröffnungsfeier war der Leichtathlet Ignace Heinrich.

## Teilnehmer nach Sportarten

### Basketball
Männer
- 8. Platz

- Kader
- André Buffière
- André Chavet
- René Chocat
- Robert Crost
- Jacques Dessemme
- Louis Devoti
- Robert Guillin
- Roger Haudegand
- Robert Monclar
- Jean Perniceni
- Bernard Planque
- Jean-Pierre Salignon
- André Vacheresse

### Boxen
Männer
- Claude Arnaiz
- Ali Belkacem
- Abdel Amid Boutefnouchet
- Séraphin Ferrer
- Jean Lansiaux
- Antoine Martin
- André Queillé
- Omar Tebakka
- Joseph Ventaja
Bronze  Federgewicht
- René Weissmann

### Fechten
| Männer - René Bougnol - Jéhan Buhan Gold Florett Mannschaft - Daniel Dagallier - Christian d’Oriola Gold Florett Einzel Gold Florett Mannschaft - Jean Laroyenne Bronze Säbel Mannschaft - Jacques Lataste Gold Florett Mannschaft - Jacques Lefèvre Bronze Säbel Mannschaft - Jean Levavasseur Bronze Säbel Mannschaft - Bernard Morel Bronze Säbel Mannschaft - Armand Mouyal - Jean-Pierre Muller - Claude Netter Gold Florett Mannschaft - Claude Nigon - Jacques Noël Gold Florett Mannschaft - Maurice Piot Bronze Säbel Mannschaft - Adrien Rommel Gold Florett Mannschaft - Gérard Rousset - Jean-François Tournon Bronze Säbel Mannschaft | Frauen - Odette Drand - Renée Garilhe - Lylian Malherbaud-Lecomte-Guyonneau |

### Fußball
Männer
- Vorrunde

- Kader
- Jacques Barreau
- Lucien Bochard
- Jacques Bohée
- Roger Colliot
- Léonce Deprez
- Jean-Claude Druart
- Albert Eloy
- Michel Leblond
- Bernard Lefèvre
- Célestin Oliver
- René Persillon
ohne Einsatz
- Jean-Guy Astresses
- René Bliard
- M. Braucheil
- Paul Carrier
- J. Demaria
- Joseph Ibanez
- Mustapha Zitouni

### Gewichtheben
Männer
- Jean Debuf
- André Dochy
- Georges Firmin
- Max Heral
- Marcel Thévenet

### Hockey
Männer
- Viertelfinale/Trostrunde

- Kader
- Bernard Boone
- Roger Capelle
- Jean Desmasures
- Jean-François Dubessay
- Claude Hauet
- Jean Hauet
- Michel Lacroix
- Robert Lucas
- Diran Manoukian
- Florio Martel
- André Meyer
- Philippe Reynaud
- Jacques Thieffry
- Jean Zizine

### Kanu
| Männer - Robert Boutigny - Pierre Derivery - Georges Dransart - Louis Gantois Bronze Kajak-Einer 1000 Meter - Maurice Graffen - Josy Koelsch - Georges Kunz - Jean Laudet Gold Canadier-Zweier 10.000 Meter - Armand Loreau - Jean Molle - Marcel Renaud - Georges Turlier Gold Canadier-Zweier 10.000 Meter | Frauen - Éva Marion |

### Leichtathletik
| Männer - Ould Lamine Abdallah - Ben Ahmed Abdelkrim - Étienne Bally - Robert Bart - Ahmed Ben Labidi - Claude Bénard - Lionel Billas - René Bonino - Jacques Boulanger - Henry Brault - Georges Breitman - Yves Camus - Louis Chevalier - Georges Damitio - Jacques Degats - René Djian - Jacques Dohen - Patrick El Mabrouk - Paul Faucher - Hugues Frayer - Marcel Gerdil - Pierre Gillet - Jean-Pierre Goudeau - Lucien Guillier - Ignace Heinrich - Claude Hubert - André Lebrun - Pierre Legrain - Raymond Lesage - Malik M’Baye - Émile Maggi - Jean Maissant - Jean-Paul Martin du Gard - Alain Mimoun Silber 5000 Meter Silber 10.000 Meter - André Osterberger - André Paris - Alain Porthault - Pierre Prat - Edmond Roudnitska - Jean Schlegel - Jean Strunc - Jean Thureau - Jean Vernier | Frauen - Yvonne Curtet - Alberte de Campou - Éliane Dudal - Colette Elloy - Claudie Flament - Marcelle Gabarrus - Suzanne Glotin - Denise Laborie-Guénard - Anne-Marie Lousteau - Yvette Monginou - Paulette Veste |

### Moderner Fünfkampf
Männer
- Bertrand de Montaudoüin
- André Lacroix
- Christian Palant

### Radsport
Männer
- Henri Andrieux
- Jacques Anquetil
Bronze  Straßenrennen Mannschaft
- Roland Bezamat
Bronze  Straßenrennen Mannschaft
- Claude Brugerolles
- Jean-Marie Joubert
- Franck Le Normand
- Pierre Michel
- Claude Rouer
Bronze  Straßenrennen Mannschaft
- Alfred Tonello
Bronze  Straßenrennen Mannschaft
- Robert Vidal

### Reiten
- Pierre Jonquères d’Oriola
Gold  Springen Einzel
- Guy Lefrant
Silber  Vielseitigkeitsreiten Einzel
- André Jousseaume
Bronze  Dressur Einzel
- Jean, Marquis d’Orgeix
- Charles-Philbert, Baron de Couët de Lorry
- André de la Simone
- Jean Peitevin de Saint André
- Bertrand Pernot du Breuil
- Jean Saint-Fort Paillard

### Ringen
Männer
- Roger Bielle
- André Brunaud
- René Chesneau
- Edmond Faure
- Maurice Faure
- Charles Kouyos
- Jean-Baptiste Leclerc
- Antoine Merle
- Marcel Sigiran
- André Verdaine

### Rudern
Männer
- Pierre Blondiaux
Silber  Vierer ohne Steuermann
- Marc Bouissou
Silber  Vierer ohne Steuermann
- Henri Butel
- Roger Gautier
Silber  Vierer ohne Steuermann
- Achille Giovannoni
- André Goursolle
- Jean-Jacques Guissart
- René Guissart
Silber  Vierer ohne Steuermann
- Jacques Maillet
- Bernard Malivoire
Gold  Zweier mit Steuermann
- Claude Martin
- Gaston Mercier
Gold  Zweier mit Steuermann
- Didier Moureau
- Guy Nosbaum
- Raymond Salles
Gold  Zweier mit Steuermann
- Jean-Pierre Souche
- Robert Texier

### Schießen
Männer
- Ludovic Heraud
- Paul Konsler
- Claude Lagarde
- André Martin
- Jacques Mazoyer
- Albert Planchon
- Jean-Albin Régis
- André Taupin
- Roger Tauvel

### Schwimmen
| Männer - Jo Bernardo Bronze 4 × 200 m Freistil - Jean Boiteux Gold 400 m Freistil Bronze 4 × 200 m Freistil - Gilbert Bozon Silber 100 m Rücken - Aldo Eminente Bronze 4 × 200 m Freistil - Alex Jany Bronze 4 × 200 m Freistil - Pierre Joly dit Dumesnil - Maurice Lusien - René Million - Michel Vandamme - Lucien Zins | Frauen - Josette Arène - Ginette Jany-Sendral - Odette Lusien - Maryse Morandini - Gaby Tanguy - Colette Thomas |

### Segeln
- Jacques Allard
- Noël Calone
- Édouard Chabert
- Jean-Louis Dauris
- Marcel de Kerviler
- Jean Frain de la Gaulayrie
- Guy le Mouroux
- Jacques Lebrun
- Jean Roux-Delimal

### Turnen
| Männer - Raymond Badin - René Changeat - Marcel de Wolf - Raymond Dot - Georges Floquet - Jean Guillou - Michel Mathiot - André Weingand | Frauen - Ginette Durand - Colette Fanara - Colette Hué - Madeleine Jouffroy - Alexandra Lemoine - Liliane Montagne - Irène Pittelioen - Jeanette Vogelbacher |

### Wasserspringen
| Männer - Henri Goosen - Raymond Mulinghausen | Frauen - Mady Moreau Silber Kunstspringen - Nicole Péllissard |